# Guerres de Llombardia
Les guerres de Llombardia foren uns conflictes al centre i nord d'Itàlia que implicaren la República de Venècia i el ducat de Milà, i els seus aliats. Es perllongaren des de 1425 fins a la signatura del tractat de Lodi al 1454.
La guerres de Llombardia esdevingueren una lluita per l'hegemonia del nord d'Itàlia, i devastaren l'economia de Llombardia i afebliren el poder de Venècia.

## Antecedents
Quan va morir el duc Joan Galeàs Visconti de Milà, l'estat que havia construït va fer fallida amb el seu fill Joan Maria Visconti (1402-1412), i es disgregà el control dels Visconti a Llombardia: se n'independitzaren Cremona, Crema, Plasencia, Bèrgam, Com, Lodi, Pavia, Alexandria, Parma i Brescia, a l'ajut dels condottieri. A Romanya, el papa Bonifaci IX obtingué Bolonya i Perusa, i feu les paus amb Milà. A Toscana, Siena s'independitzà, i els feudataris gibel·lins dels Apenins foren sotmesos per Florència, però Pisa va ser assegurada per Gabriel Maria Visconti, fill no reconegut de Joan Galeàs.

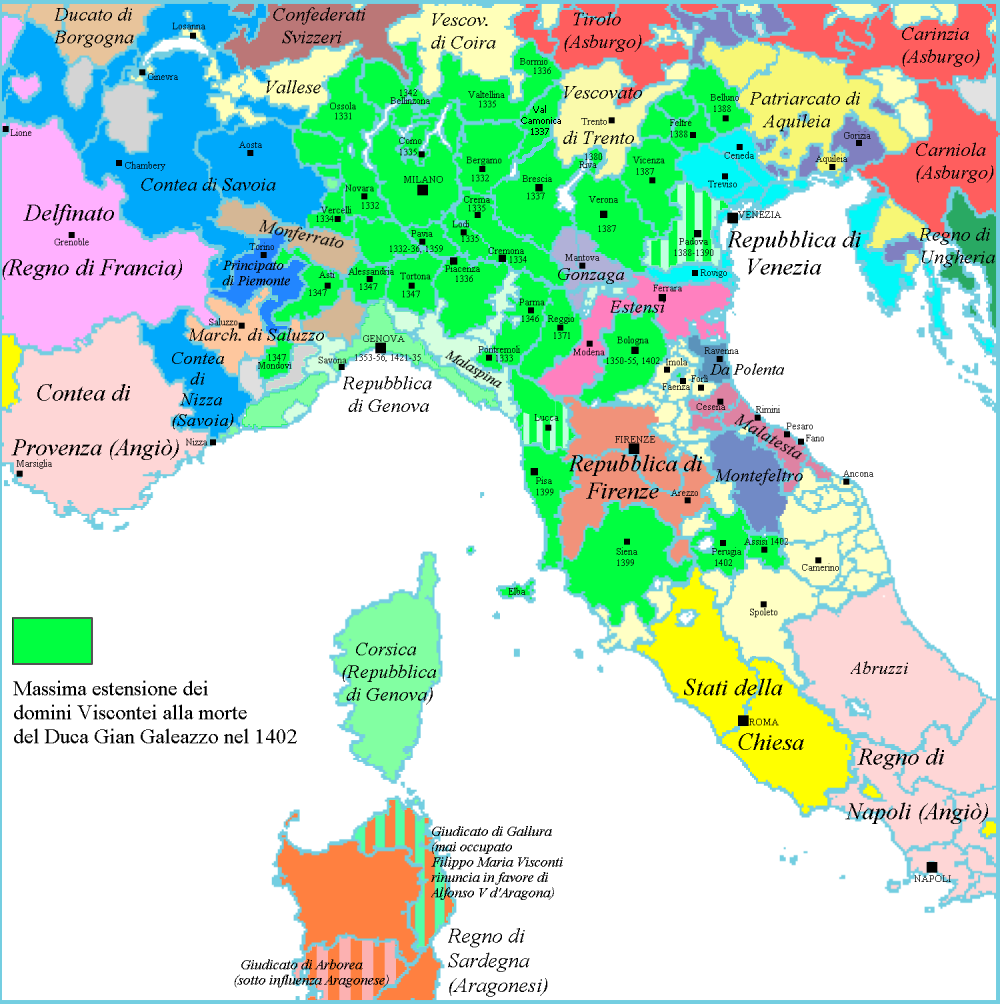
El ducat de Milà a la mort de Joan Galeàs el 1402

Aprofitant la feblesa de Milà, el senyor de Pàdua, Francesco Novello da Carrara, envaí envair territori milanès i prengué Verona. Milà cercà el suport de Venècia, i li oferí tot el territori que havia posseït a l'est del riu Adigio, la qual cosa fou acceptada, i la guerra de Pàdua fou un èxit per als venecians, que al 1406 ja posseïen Treviso, Feltro, Belluno, Verona, Vicenza i Pàdua, i havien fer desaparèixer Carrara, davant la indiferència de Florència. La República de Venècia, que no pertanyia al Regnum Italiae, circumscrita a la seva llacuna i a una fina franja costanera (Dogado) es convencé per establir un poder territorial a la península, per assegurar el lliure passatge de mercaderies cap a Llombardia o els Alps. Aprofitant la mort de Joan Galeàs, a més d'ampliar el territori entre 1404 i 1405 amb Verona, Vicenza i Pàdua, entre 1411 i 1420 hi incorporà els territoris del príncep eclesiàstic Patriarcat d'Aquileia a Friuli, per controlar l'accés des d'Alemanya a la Itàlia oriental.
Després de l'elecció del papa romà Gregori XII, aquest volgué contactar amb el seu rival avinyonès Benet XIII per arribar a una solució al cisma, i acordaren trobar-se a Savona, cosa que després refusaren i això fou motiu per què els cardenals de tots dos bàndols convocaren el Concili de Pisa. Aquesta situació, l'aprofità el rei Ladislau I de Nàpols per ocupar Roma i la Romanya en nom de Gregori XII, però Florència, amenaçada pel creixent poder de Nàpols, decidí que Alexandre V, el nou pontífex triat en el concili de Pisa, accedira a Sant Pere. S'alià amb Siena, Bolonya i el pretendent napolità i comte de Provença Lluís II d'Anjou. Malgrat l'ajut prestat per Gènova, que havia expulsat els francesos el 1409, Ladislau s'hagué de retirar del Vaticà al 1410, de manera que el papa Alexandre V entrà a Roma i fou succeït de seguida per Joan XXIII de Pisa. Mentrestant, el nou rei dels romans Segimon I entrà a Llombardia al 1413, per acordar amb Joan XXIII la convocatòria del concili de Constança per acabar amb el cisma.

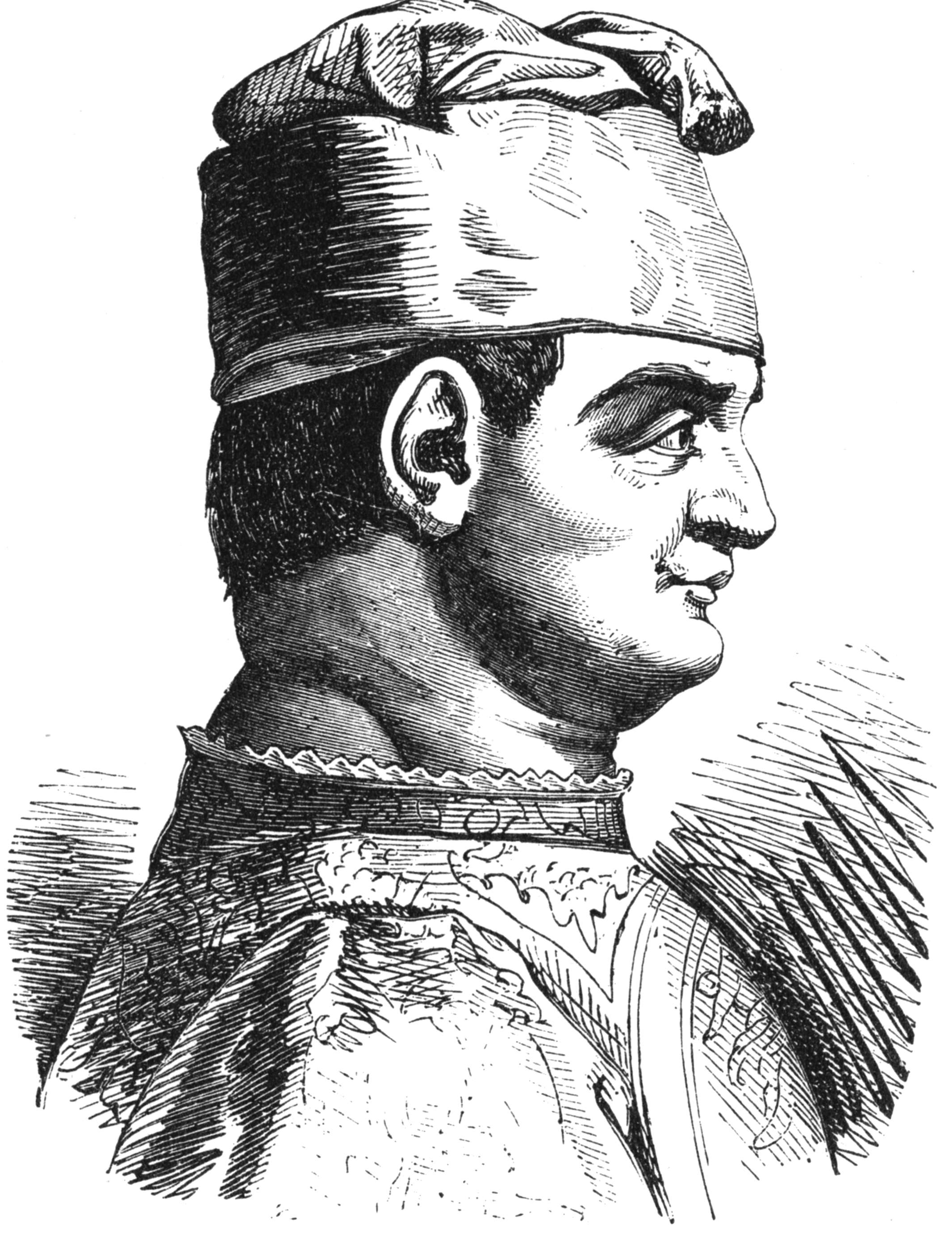
El duc de Milà, Felip Maria Visconti en una il·lustració de Gran illustrazione del Lombardo-Veneto... Milà, Corona i Caimi Editori, 1858

Mentre es produïa la guerra contra Nàpols, la incapacitat de Gabriel Maria Visconti per mantenir el domini sobre Pisa el va fer vendre-la als florentins en 1405 provocant una rebel·lió però després d'un llarg setge el 1406 la ciutat es va rendir a Florència, que va adquirir un port de mar ila capacitat de competir amb Gènova. Amb Felip Maria Visconti Milà, al 1412, recuperà el seu territori i el duc es refermà en el poder enfront dels senyors locals. Cap al 1422, el duc i el seu condottiero Francesco Bussone da Carmagnola havien recuperat i restaurat el poder de l'època de Joan Galeàs sotmetent els senyors locals de Llombardia, i també la República de Gènova en 1421, davant la neutralitat pactada de Florència; però la seua expansió fou detinguda a Màntua a instàncies de Venècia per protegir els seus territoris, de manera que assolí una extensió territorial que anava des de la costa lígur fins al pas del Sant Gotard als Alps, vorejant les fronteres de Piemont i dels territoris pontificis.
L'expansió de l'Antiga Confederació Suïssa va començar amb l'adquisició de la Levantina el 1403. El 1419, els cantons suïssos d'Uri i Unterwalden van comprar la ciutat fortificada de Bellinzona a la Casa de Sax, però sense poder defensar-la adequadament van rebutjar una proposta milanesa de comprar-la el 1422 i una força milanesa comandada per Carmagnola va atacar i derrotar la guarnició suïssa i va ocupar la ciutat, i l'intent suís de recuperar-la va suposar la derrota a la batalla d'Arbedo el 1422, i en un tractat del 1426 el ducat va recuperar la Levantina, restablint la frontera al pas del Sant Gotard.
Amb l'elecció del dux Francesco Foscari al 1423, acabà l'aïllacionisme de Venècia a Itàlia. Des de llavors, fins a la meitat del segle, es produí una sèrie de conflictes contra una aliança de Florència i Venècia, davant una nova època d'expansió milanesa.

## Primera guerra
La sol·licitud del papa d'ajuda a Felip Maria Visconti per expulsar els Bentivoglio de Romanya, l'aprofità el milanès per estendre's a Forlì en 1424 amb ajut gibel·lí provocant la intervenció de la República de Florència, que fou derrotada a la batalla de Zagonara, i Milà va poder conservar Forli. Florència va trobar aliances a Venècia, amb qui s'uní al 1426, el duc Amadeu VIII de Savoia, el marqués Nicolau III d'Este, el senyor de Màntua, i la ciutat de Siena. Després d'un llarg setge i de la destrucció de la flota ducal que duia aliments a la ciutat, els venecians van aconseguir conquistar Brèscia a principis de març de 1426. Felip Maria, sense l'ajuda demanda del rei dels romans Segimon I, es va veure obligat a acceptar una pau proposada pel papa Martí V el 1426, en el qual les seves ambicionades pretensions territorials quedaven anul·lades.
La pau fou signada al desembre de 1426 a Venècia. Visconti recuperà les terres ocupades per Florència a Ligúria, però va haver de renunciar a la zona de Vercelli, conquistada per Amadeu VIII de Savoia, i a Brescia quedà en mans venecianes, i prometé deixar d'immiscir-se a Romanya i Toscana.

## Segona guerra
La pau de 1426 aviat fou infringida per Felip Maria Visconti a instàncies del rei dels romans Segimon I i a la primavera de 1427 l'exèrcit milanès va tornar a assetjar Brescia. Els milanesos tingueren un èxit inicial en prendre Casalmaggiore. Niccolò Piccinino al servei de Visconti derrotà a Francesco Bussone da Carmagnola al servei de Venècia, al maig de 1427 a la batalla de Gottolengo i es va dirigir a prendre Cremona. Carmagnola reconquistà Casalmaggiore al juliol, i això ho aprofità Orlando Pallavicino, senyor de diversos castells prop de Parma, per rebel·lar-se contra els Visconti, mentre que Amadeu VIII de Savoia i el marqués Joan Jaume de Montferrat envaïen Llombardia per l'est.
Mentrestant, la flota veneciana havia capturat diversos pobles al llarg del curs del Po i també havia arribat a prop de Cremona, on havia aconseguit sorprendre Pasino degli Eustachi, capturant quatre galions Visconti i obligant la resta a retirar-se. Els vaixells venecians van avançar fins a la desembocadura del Ticino i després van haver de retirar-se de nou a Cremona, ja que les ribes d'aquella zona estaven guarnides per l'enemic, i després de patir nombroses baixes a la batalla de Cremona es va veure obligat a tornar a Milà per fer front a la invasió de Savoia i Montferrat a Novara. Carmagnola es va retirar de Cremona, perseguit per Francesc Sforza, que va reconquerir el castell de Binanuova però pocs dies després, el castell va ser capturat de nou pels venecians. Carmagnola va decidir llavors assetjar l'important port fluvial de Casalmaggiore i va enderrocar la torre que custodiava les portes amb bombardejos, obligant-lo a rendir-se. Felip Maria Visconti va fer la pau amb Amadeu de Savoia acceptant la cessió de la província de Vercelli i casar-se amb la filla gran d'Amadeu, Maria.
La derrota milanesa a la batala de Maclodio a l'octubre de 1427 i l'estancament de la situació per a Felip Maria Visconti, feu que signara la pau a Ferrara, l'abril de 1428. Un governador venecià s'establí a Bèrgam en 1428 i Cremona en 1429 i es reconegué la possessió de Brescia i el seu comtat per a Venècia. Els florentins recuperaren les fortificacions que havien perdut.

## Tercera guerra
Florència encetà l'any següent una guerra contra Lucca, ciutat que bloquejava el seu accés a Pisa, però Paolo Guinigi, senyor de Lucca, s'havia aliat amb Visconti, i Florència hagué d'enfrontar-se a l'aliança amb Siena i Milà, i hagué de cercar l'ajut de Venècia.
Milà guanyà la batalla a Soncino (maig de 1431) i Cremona, i establí posicions sòlides a Toscana. A més Visconti pogué atraure's Amadeu VIII de Savoia a canvi del seu ajut contra Joan Jaume de Monferrat.

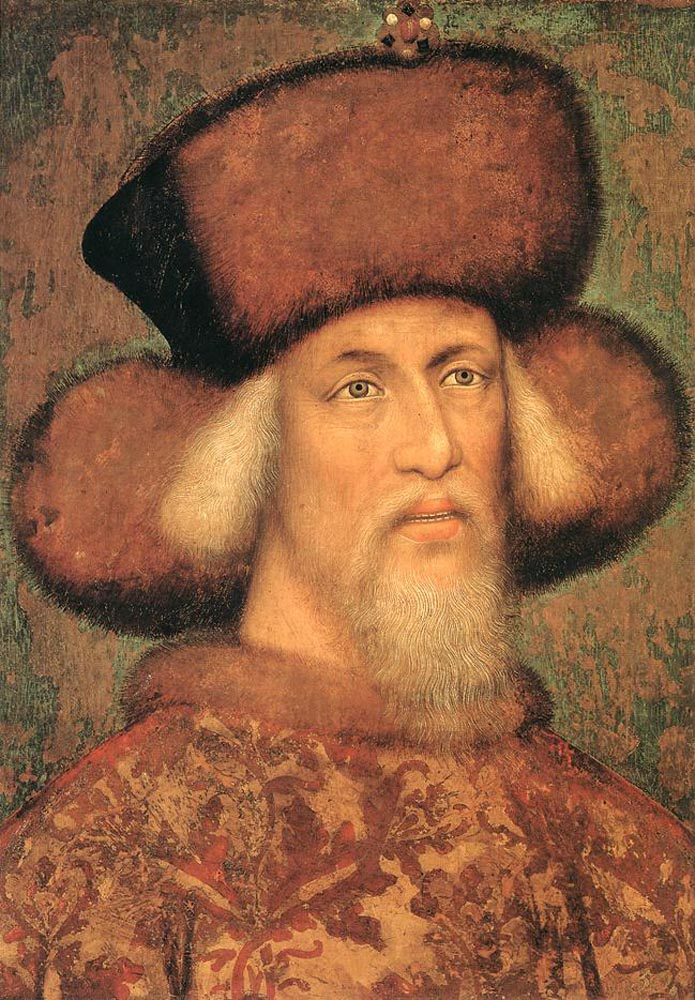
L'emperador Segimon I el 1433, per Pisanello, Kunsthistorisches Museum de Viena

El rei dels romans Segimon I, que s'havia abstingut d'intervenir directament a Itàlia davant les peticions de Florència (1424) i Milà (1427), aprofità la conjuntura de la seua derrota en la batalla de Domazlice, i que el concili de Basilea havia convidat els hussites, per baixar a Itàlia al 1431.
Felip Maria Visconti, que es trobava sol enfront de Florència, Venècia, i el nou papa d'origen venecià, Eugeni IV, propicià la vinguda del rei Segimon que, com a rei d'Hongria, havia estat diverses vegades en guerra amb Venècia. Segimon I, de camí a Roma, a Piacenza, va tenir coneixement de la butla de dissolució del concili de Basilea. Es mantingué partidari del concili, perquè ratificava la pau amb els hussites i el reconeixia rei de Bohèmia. De Piacenza, passà per Parma, Lucca i Siena, on romangué aïllat nou mesos davant l'hostilitat de Florència i Venècia, i la indiferència de Milà. Mentre Segimon i el papa prosseguien la seua diplomàcia, l'estat de guerra continuava a Llombardia i Toscana. Malgrat les victòries milaneses a Pavia i Delebio, i la tramesa del condottiero Francesc Sforza per evitar la caiguda de Lucca, hi havia un estat d'esgotament general i per la intervenció del papa s'arribà a una altra nova pacificació a Ferrara l'abril de 1433, i s'hi acordà la coronació imperial, que tingué lloc al mes següent. L'emperador tornà a Alemanya i es presentà en el concili a l'octubre, i per la seua banda el papa, aïllat, revocà la dissolució del concili al desembre.

## Quarta guerra
Amb la pau de Ferrara, Venècia s'havia assegurat noves adquisicions com Brescia i Bèrgam, de manera que comprenia el Dogado, la marca de Treviso, Friuli i part d'Ístria, que controlava l'accés des d'Alemanya a Itàlia oriental, Pàdua, Rovigo, Vicenza, Verona, Bèrgam i Brescia, de manera que vorejava Llombardia pel riu Adda. El territori, denominat Veneto, era ric, populós i fèrtil.
La pau de Ferrara deixà aturats els condotieri milanesos, i a penes havia partit el rei Segimon de Roma l'agost de 1433, envaïren els Estats Pontificis. El papa, incapaç de parar-los, concedí a Francesc Sforza el títol de gonfaloniero i marqués d'Ancona al març de 1434; una rebel·lió expulsà el papa de Roma, i s'establí en una Florència que emprendria el canvi institucional tres mesos després. El papa buscà protecció i reactivà una lliga contra Milà amb Florència i Venècia, que fou capitanejada per Sforza.

## Canvi d'aliances

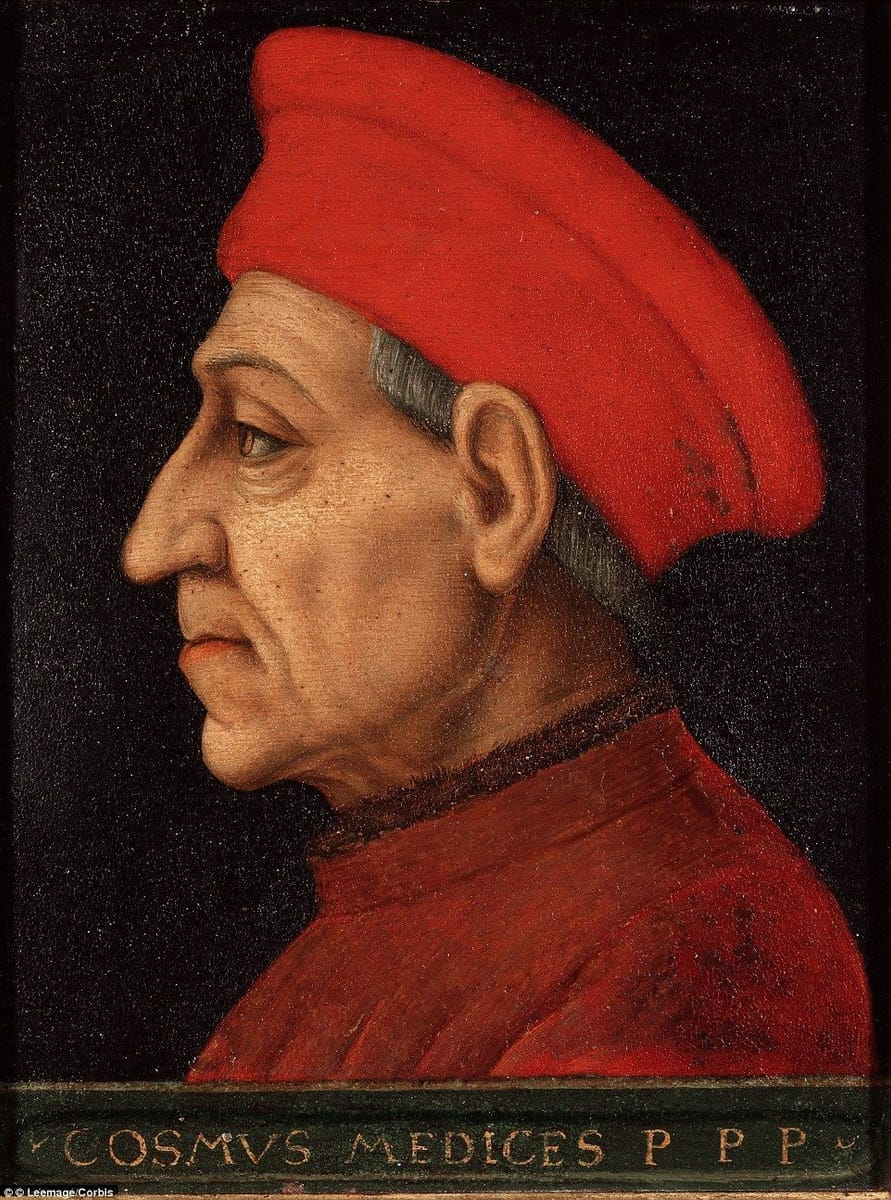
Cosme de Mèdici, retrat per Agnolo Bronzino, Galleria degli Uffizi, Florència

Després de la ruïnosa situació de Florència acabada la guerra amb Lucca (1429-1433), al setembre de 1434, es consumà la derrota de l'oligarquia güelfa de Rinaldo degli Albizzi i s'hi establí la facció democràtica de Cosme de Medici. Fins a aquesta època, l'oligarquia liderada pels Albizzi havia transformat Florència d'una comuna a un estat territorial, com havien fet Venècia o Milà: s'expandí per Toscana i absorbí Volterra (1361), Arezzo (1384), Pisa (1406), i Livorno (1421) però fracassà davant Lucca el 1433. Cosme de Mèdici va col·locar els seus partidaris en els llocs de govern de la república, d'acord amb els seus interessos; li van succeir el seu fill Pere i després el seu net Llorenç.
La guerra per la successió de la reina Joana II de Nàpols obrí un nou front. El papa Eugeni IV es mostrà partidari dels angevins. El 1435, el rei català Alfons el Magnànim, aspirant al tron napolità, fou derrotat a Ponça (1436) per la flota genovesa, i conduït presoner a Milà; negocià una aliança amb el duc Felip Maria pel mutu perill que suposava França per als seus territoris; aquesta aliança va irritar els genovesos, que expulsaren els milanesos del seu territori i recobraren el seu propi govern, amb protecció de l'aliança de Florència i Venècia, la qual cosa contravenia la pau amb Milà. D'aquesta manera el duc de Milà començà una ruïnosa guerra el 1437, que acabaria en la pau de Cavriana (1441), en què Francesc Sforza, a més de mantenir el seu poder a Ancona, rebé Cremona com a dot per casar-se amb l'única descendent del duc de Milà, la seua filla Blanca.

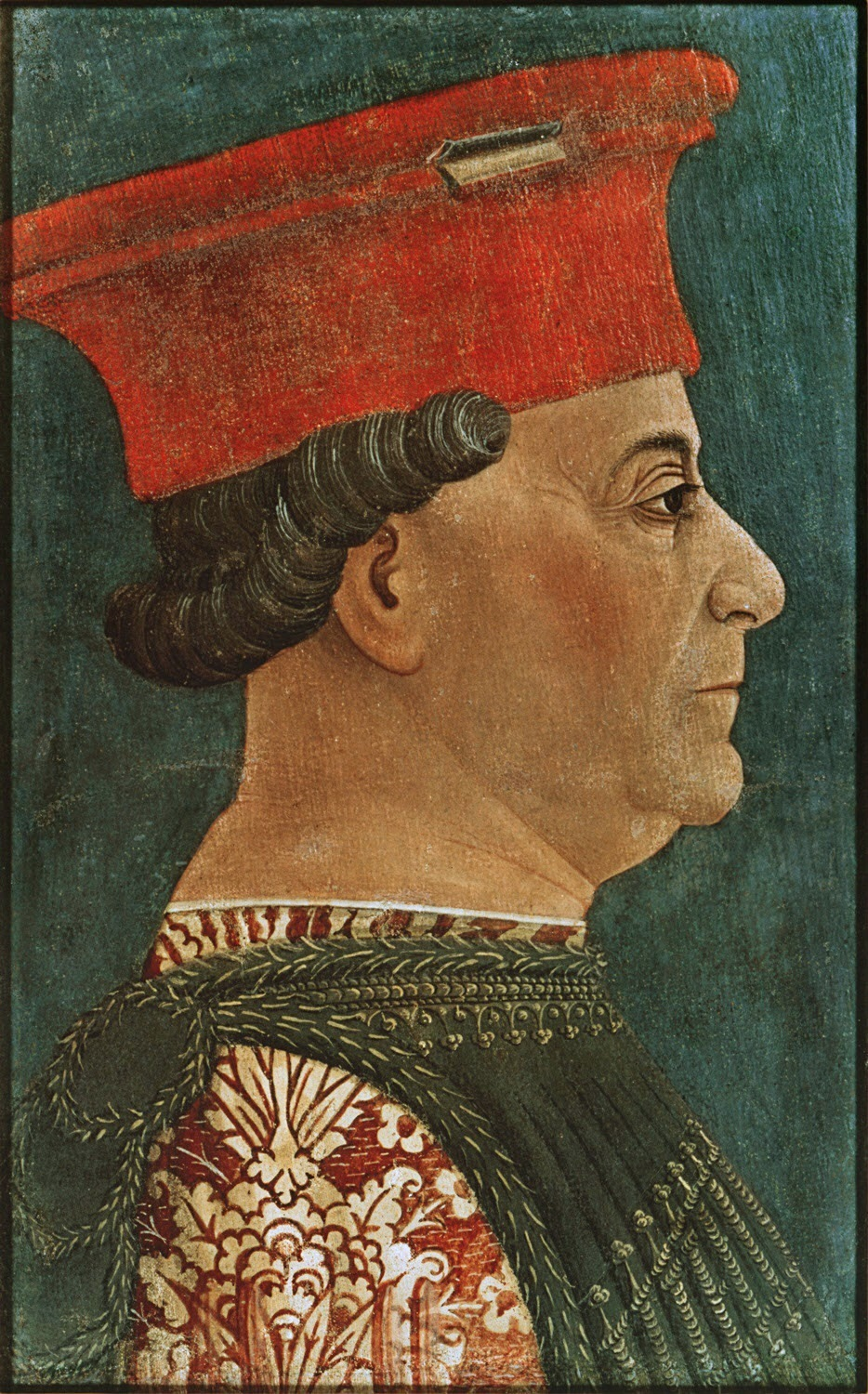
Retrat de Francesc Sforza, c. 1460, per Bonifacio Bembo, Pinacoteca de Brera, Milà

De nou els assumptes de Nàpols propiciaren una altra guerra al nord d'Itàlia. Francesc Sforza, lliure de la guerra al nord, i partidari de Renat d'Anjou al tron de Nàpols, recolzà els angevins. Alfons demanà ajut al seu aliat el duc de Milà, que envià tropes per conquistar els territoris del seu gendre en la Marca d'Ancona, amb pretext d'oferir la restitució al papa Eugeni IV. Visconti temia del poder de Sforza, encara que no el volia anihilat, i el papa en el seu desig de recuperar el control del Vaticà, renuncià a les seues simpaties angevines per l'aliança amb Visconti i el rei Alfons el Magnànim: llevaren a Sforza les seues possessions en la marca d'Ancona i proclamà rei de Nàpols Alfons el Magnànim al 1443, de manera que pogué tornar a Roma. Sforza encara es mantingué en la Marca després de la victòria de Monteloro (1443), però poc després es formà una lliga per expusar-l'en. Florència i Venècia temien l'aliança de Milà amb Nàpols, i quan el duc de Milà emprengué la conquesta de Cremona, Venècia s'enfrontà a Milà sense comptar amb un assetjat Sforza; i Florència, amb vacil·lacions, es posà finalment al costat de Venècia. La campanya fou desastrosa per a Milà, i amb la mediació de Florència, interessada en un equilibri de poder, el duc de Milà arreglà una aliança amb el seu gendre Sforza, que pactà la seua renúncia a la Marca amb el nou pontífex Nicolau V; però, quan anava de camí a Milà, el duc Felip Maria va morir al 1447.

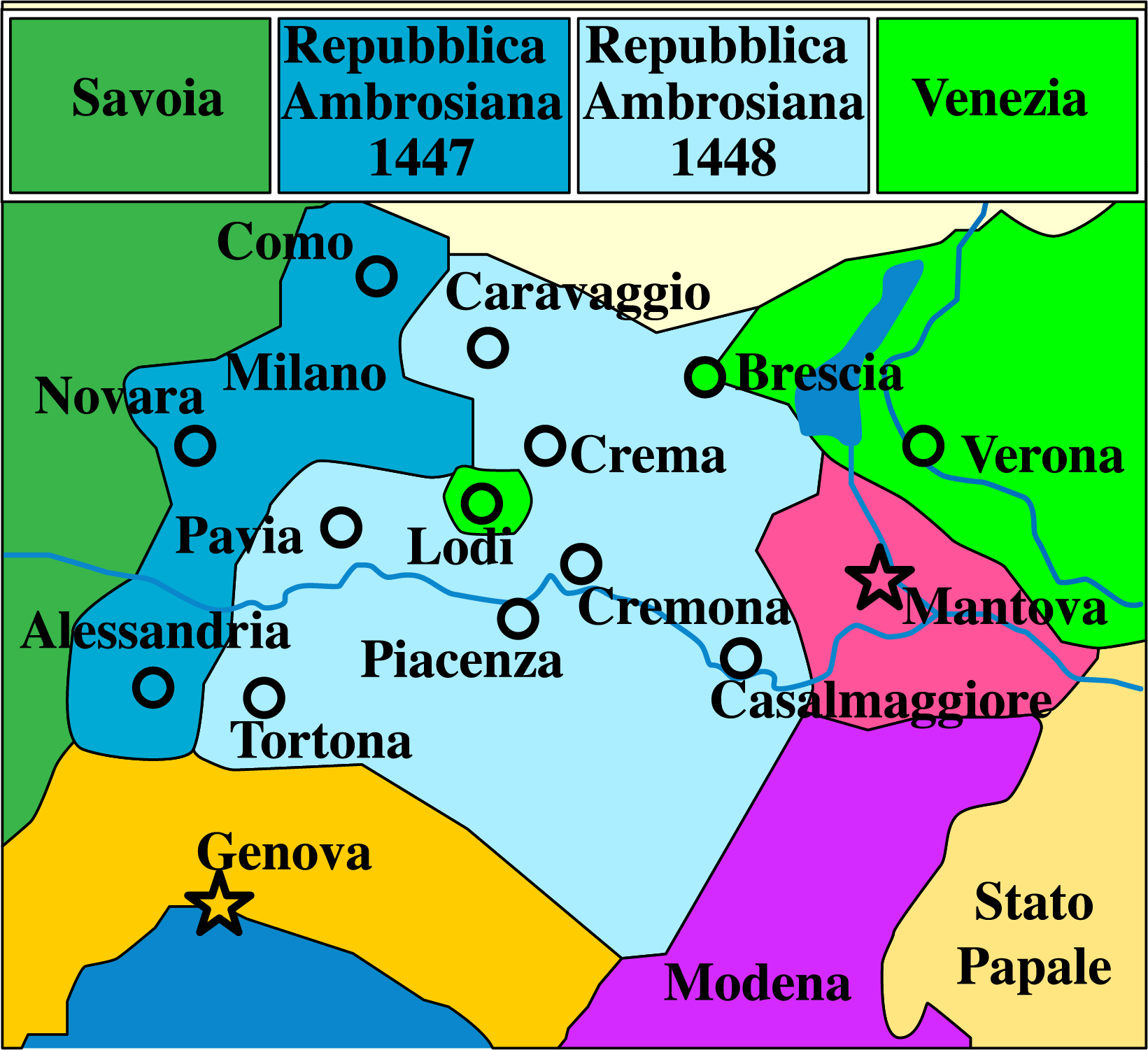
Extensió de la República ambrosiana de Milà després de la mort de Felip Maria Visconti

Llombardia es va sacsar; Milà i gairebé cada ciutat proclamà la seua pròpia república. Francesc Sforza va ser contractat per la república de Milà i derrotà el duc d'Orléans, va incorporar ciutats llombardes com Pavia i Piacenza, i sotmeté els territoris que havien conquistat els venecians, als quals va derrotar a Caravaggio (1448), i pactà amb ells una aliança per ajudar-lo a aconseguir el tron ducal. Venècia renuncià a aquesta aliança amb Sforza a la fi de 1449, però malgrat tot, se li sotmeteren els territoris de l'antic ducat com Tortona, Alessandria, Parma, Lodi o Crema, i finalment Milà es rendí a Francesc Sforza, i així va assumir el lloc com a nou duc de Milà al 1450.
L'expansió veneciana estava vinculada a la seua aliança amb Florència contra Milà; però, com Cosme de Mèdici, que dirigia la política florentina, era amic i aliat de Sforza, es produïren uns canvis en les relacions entre els principals poders de la península, l'aliança entre Milà de Sforza amb Florència, contra l'aliança de Venècia i Nàpols dels catalans. Alfons el Magnànim, com a rei de Nàpols, veia Sforza com un enemic en haver estat aliat dels Anjou i propicià una lliga juntament amb Venècia contra Milà i Florència, a la qual es van unir les apetències territorials del marqués de Montferrat i del duc de Savoia, però l'entesa de Milà i Florència tenia el suport del marqués Lluís III de Màntua, i les ciutats de Siena i Bolonya.

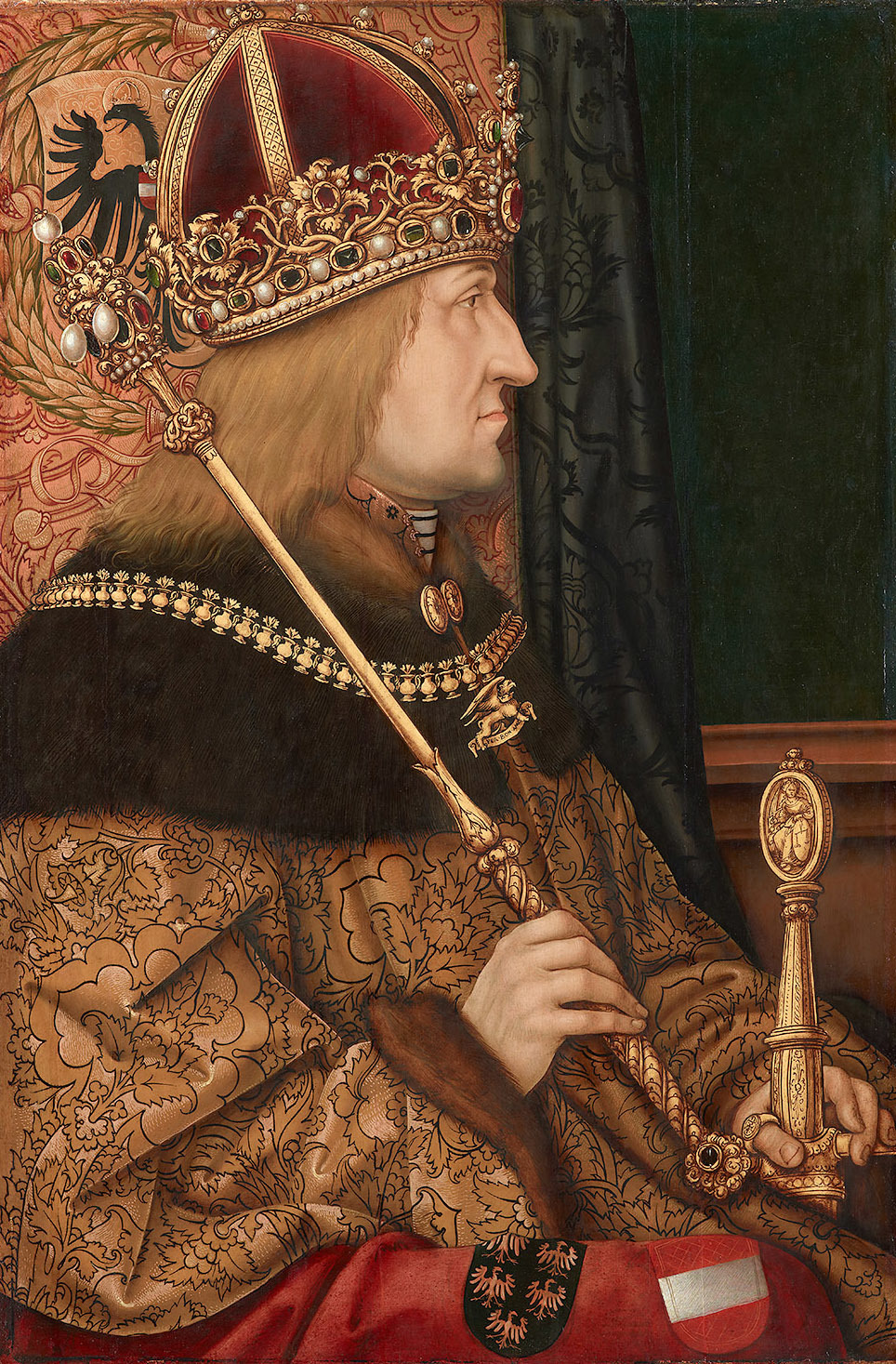
L'emperador Frederic III, per Hans Burgkmair der Ältere, Kunsthistorisches Museum, Viena

La guerra s'ajornà amb l'entrada a Itàlia del rei Frederic d'Habsburg a Itàlia. Havent intervingut en la solució al cisma de Basilea, el rei Frederic baixà a Roma per ser coronat emperador; a causa de la seua comuna animadversió a Sforza, Frederic III obtingué el permís de Venècia per passar pels seus territoris, així com el suport del rei de Nàpols. Després de passar per Verona i Pàdua, a Ferrara rebutjà la proposta d'investir Sforza del ducat de Milà com a feu imperial, renuncià a la coronació com a rei d'Itàlia a Monza; es va dirigir a Roma on rebé a març de 1452 la corona dels llombards i tres dies després, la corona imperial. Després visità Nàpols i de camí de tornada a Alemanya, a Ferrara va concedir a Borso d'Este la investidura com a duc de Mòdena i Reggio, com a feus imperials, i visità Venècia per arribar a Alemanya, però sense passar per Milà. En el pelegrinatge de l'emperador a Roma el 1468, rebutjà la investidura ducal a Galeàs Maria Sforza. Aquesta determinació de no reconèixer Sforza com a duc per part de l'emperador es considera indici de l'interés imperial per Itàlia, la qual cosa li llevà legitimitat com a baluard enfront d'una intervenció francesa o veneciana.
En tornar l'emperador Frederic III a Alemanya començaren les hostilitats, que s'estengueren de manera indecisa; i això unit a la caiguda de Constantinoble el 1453, feren despertar el temor d'una amenaça otomana sobre Itàlia, la qual cosa propicià un acord entre Milà i Venècia l'abril de 1454 a Lodi, al qual se subscrigueren els aliats de Milà (Florència, Màntua i Gènova) i els de Venècia (Nàpols, Savoia i Montferrat), que estava basat en el principi de balanç de poder entre Venècia, Milà, Nàpols, Florència i els estats pontificis. El mateix papa Nicolau V proclamà el març de 1455 una lliga itàlica entre els estats italians contra qualsevol poder italià o estranger que desestabilitzàs el balanç de poder, fins que el sistema col·lapsà definitivament amb la invasió francesa el 1494.